# اتوره چیمری
اِتوره مورو چیمِری (اسپانیایی: Ettore Muro Chimeri‎؛ زادهٔ ۴ ژوئن ۱۹۲۱ در لودی، لمباردی، درگذشتهٔ ۲۷ فوریهٔ ۱۹۶۰ در هاوانا) رانندهٔ مسابقات اتومبیل‌رانی فرمول یک اهل ونزوئلا بود که در فصل ۱۹۶۰ در مجموع در یک گراند پری شرکت کرد، اما موفق به کسب هیچ امتیازی نشد.
چیمری در ۲۷ فوریهٔ ۱۹۶۰ بر اثر تصادف رانندگی در مرحلهٔ تمرین پیش از یک مسابقهٔ خودروهای اسپورت در هاوانا درگذشت. او اولین ونزولائی بود که در گراند پری شرکت کرد.